# Acanthaleyrodes
Acanthaleyrodes es un género de hemíptero de la familia Aleyrodidae, subfamilia Aleyrodinae.

## Especies
Las especies de este género son:
- Acanthaleyrodes callicarpae Takahashi, 1931
- Acanthaleyrodes styraci Takahashi, 1942